# 英联投资
英联投资（Actis Capital, LLP）是联合王国私人股权投资公司,总部在伦敦萨瑟克区,中国总部在北京市朝阳区中国国际贸易中心。
2013年英联投资买Paycorp,支付937百万南非兰特。